# Champlain (Ontario)
Champlain (offiziell Township of Champlain) ist eine ländliche Flächengemeinde im Osten der kanadischen Provinz Ontario. Sie liegt im Prescott and Russell United Counties und ist ein Township mit dem Status einer Lower Tier (untergeordneten Gemeinde).
Im Rahmen der großen Gebietsreform in Ontario entstand die Gemeinde im Jahr 1997 durch die Zusammenlegung der Townships Longueuil und West Hawkesbury sowie der Kleinstadt Vankleek Hill und des Dorfes L'Orignal. 
In Vankleek Hill hat die Bezirksverwaltung des Counties ihren County Seat, während die Gemeindeverwaltung ihren Sitz in L'Orignal.
Der europäische Anteil an der Geschichte der Gemeinde geht zurück bis ins Jahr 1674 als L'Orignal als „Seigniory de Pointe-à-L'Orignal“ belehnt wurde. In L'Orignal entstand 1825 dann das Gebäude in dem Gerichtshaus und Gefängnis untergebracht waren und welches heute als von historischen Wert gilt.

## Lage
Die Gemeinde liegt am Südufer des Ottawa River. Die Siedlungsschwerpunkte in der eher ländlich besiedelten Gemeinde sind Vankleek Hill und L'Orignal. Champlain liegt etwa 80 Kilometer Luftlinie östlich von Ottawa bzw. etwa 110 Kilometer Luftlinie westlich von Montréal.

## Bevölkerung
Der Zensus im Jahr 2016 ergab für die Gemeinde eine Bevölkerungszahl von 8706 Einwohnern, nachdem der Zensus im Jahr 2011 für die Gemeinde noch eine Bevölkerungszahl von nur 8573 Einwohnern ergeben hatte. Die Bevölkerung hat damit im Vergleich zum letzten Zensus im Jahr 2011 deutlich schwächer als der Trend in der Provinz um nur 1,6 % zugenommen, während der Provinzdurchschnitt bei einer Bevölkerungszunahme von 4,6 % lag. Im Zensuszeitraum von 2006 bis 2011 hatte die Einwohnerzahl in der Gemeinde noch entgegen dem Trend leicht um 1,3 % abgenommen, während sie im Provinzdurchschnitt um 5,7 % zunahm.

### Sprache
In der Gemeinde lebt eine relevante Anzahl von Franko-Ontariern. Bei offiziellen Befragungen gaben etwa 2/3 der Einwohner an französisch als Muttersprache oder Umgangssprache zu verwenden. Die Gemeinde hat damit im Provinzvergleich einen weit überdurchschnittlichen Anteile an französischsprachigen Einwohnern. Auf Grund der Anzahl der französischsprachigen Einwohner gilt in der Gemeinde der „French Language Services Act“. Obwohl Ontario offiziell nicht zweisprachig ist, sind nach diesem Sprachgesetz die Provinzbehörden verpflichtet, ihre Dienstleistungen in bestimmten Gebieten auch in französischer Sprache anzubieten. Die Gemeinde selber gehört auch der Association française des municipalités d’Ontario (AFMO) an und fördert die französische Sprachnutzung auch auf Gemeindeebene.